# 刘继瑛
刘继瑛（1921年1月25日—2016年12月13日），女，祖籍河北武清，生于北京，中国写意花鸟画家，中国美术家协会会员，中央文史研究馆馆员。先后师从溥心畬和王雪涛。